# Dorian Kërçiku
Dorian Kërçiku (Tirana, 30 agosto 1993) è un ex calciatore albanese, di ruolo centrocampista o difensore.

## Carriera

### Club
Ha giocato nella prima divisione albanese.

### Nazionale
Ha giocato nella nazionale albanese Under-18.
Il 10 novembre 2011 esordisce con la nazionale albanese Under-21 nella partita valida per le qualificazioni agli Europei del 2013 di categoria contro la Russia, terminata 0-1.

## Statistiche

### Presenze e reti nei club
Statistiche aggiornate al 18 aprile 2021.
| Stagione          | Squadra           | Campionato        | Campionato | Campionato | Coppe nazionali | Coppe nazionali | Coppe nazionali | Coppe continentali | Coppe continentali | Coppe continentali | Altre coppe | Altre coppe | Altre coppe | Totale | Totale |
| Stagione          | Squadra           | Comp              | Pres       | Reti       | Comp            | Pres            | Reti            | Comp               | Pres               | Reti               | Comp        | Pres        | Reti        | Pres   | Reti   |
| ----------------- | ----------------- | ----------------- | ---------- | ---------- | --------------- | --------------- | --------------- | ------------------ | ------------------ | ------------------ | ----------- | ----------- | ----------- | ------ | ------ |
| 2010-2011         | Tirana            | KS                | 0          | 0          | CA              | 1               | 0               | UEL                | 0                  | 0                  | SA          | 0           | 0           | 1      | 0      |
| lug.-ago. 2011    | Tirana            | KS                | 0          | 0          | CA              | 1               | 0               | UEL                | 2                  | 0                  | SA          | 1           | 0           | 4      | 0      |
| 2011-2012         | Skënderbeu        | KS                | 18         | 1          | CA              | 9               | 1               | UCL                | 0                  | 0                  | SA          | 0           | 0           | 27     | 2      |
| 2012-2013         | Skënderbeu        | KS                | 16         | 0          | CA              | 9               | 0               | UCL                | 1                  | 0                  | SA          | 1           | 0           | 27     | 0      |
| Totale Skënderbeu | Totale Skënderbeu | Totale Skënderbeu | 34         | 1          |                 | 18              | 1               |                    | 1                  | 0                  |             | 1           | 0           | 54     | 2      |
| 2013-2014         | Tirana            | KS                | 27         | 1          | CA              | 4               | 0               | -                  | -                  | -                  | -           | -           | -           | 31     | 1      |
| 2014-2015         | Tirana            | KS                | 25         | 0          | CA              | 8               | 0               | -                  | -                  | -                  | -           | -           | -           | 33     | 0      |
| 2015-2016         | Tirana            | KS                | 25         | 0          | CA              | 4               | 1               | -                  | -                  | -                  | -           | -           | -           | 29     | 1      |
| 2016-2017         | Tirana            | KS                | 20         | 0          | CA              | 3               | 0               | -                  | -                  | -                  | -           | -           | -           | 23     | 0      |
| 2017-2018         | Tirana            | KP                | 22         | 0          | CA              | 4               | 0               | UEL                | 1                  | 0                  | SA          | 1           | 0           | 28     | 0      |
| 2018-2019         | Tirana            | KS                | 17         | 0          | CA              | 6               | 0               | -                  | -                  | -                  | -           | -           | -           | 23     | 0      |
| 2019-gen. 2020    | Tirana            | KS                | 4          | 0          | CA              | 1               | 0               | -                  | -                  | -                  | -           | -           | -           | 5      | 0      |
| Totale Tirana     | Totale Tirana     | Totale Tirana     | 140        | 1          |                 | 32              | 1               |                    | 3                  | 0                  |             | 2           | 0           | 177    | 2      |
| gen.-giu. 2020    | Partizani Tirana  | KS                | 1          | 0          | CA              | 1               | 0               | UCL+UEL            | -                  | -                  | SA          | -           | -           | 2      | 0      |
| 2020-2021         | Laçi              | KS                | 15         | 0          | CA              | 1               | 0               | UEL                | 0                  | 0                  | -           | -           | -           | 16     | 0      |
| 2021-2022         | Dinamo Tirana     | KS                | 0          | 0          | CA              | 0               | 0               | -                  | -                  | -                  | -           | -           | -           | 0      | 0      |
| Totale carriera   | Totale carriera   | Totale carriera   | 190        | 2          |                 | 52              | 2               |                    | 4                  | 0                  |             | 3           | 0           | 249    | 4      |

### Cronologia presenze e reti in nazionale
| Cronologia completa delle presenze e delle reti in nazionale ― Albania under 21 | Cronologia completa delle presenze e delle reti in nazionale ― Albania under 21 | Cronologia completa delle presenze e delle reti in nazionale ― Albania under 21 | Cronologia completa delle presenze e delle reti in nazionale ― Albania under 21 | Cronologia completa delle presenze e delle reti in nazionale ― Albania under 21 | Cronologia completa delle presenze e delle reti in nazionale ― Albania under 21 | Cronologia completa delle presenze e delle reti in nazionale ― Albania under 21 | Cronologia completa delle presenze e delle reti in nazionale ― Albania under 21 |
| Data                                                                            | Città                                                                           | In casa                                                                         | Risultato                                                                       | Ospiti                                                                          | Competizione                                                                    | Reti                                                                            | Note                                                                            |
| ------------------------------------------------------------------------------- | ------------------------------------------------------------------------------- | ------------------------------------------------------------------------------- | ------------------------------------------------------------------------------- | ------------------------------------------------------------------------------- | ------------------------------------------------------------------------------- | ------------------------------------------------------------------------------- | ------------------------------------------------------------------------------- |
| 10-11-2011                                                                      | Durazzo                                                                         | Albania under 21                                                                | 0 – 1                                                                           | Russia under 21                                                                 | Qual. Europeo Under-21 2013                                                     | -                                                                               | 57’                                                                             |
| 7-6-2013                                                                        | Durazzo                                                                         | Albania under 21                                                                | 1 – 2                                                                           | Ungheria under 21                                                               | Qual. Europeo Under-21 2015                                                     | -                                                                               | 46’                                                                             |
| 11-6-2013                                                                       | Zenica                                                                          | Bosnia ed Erzegovina under 21                                                   | 4 – 1                                                                           | Albania under 21                                                                | Qual. Europeo Under-21 2015                                                     | -                                                                               | 37’ 74’                                                                         |
| Totale                                                                          |                                                                                 | Presenze                                                                        | 3                                                                               |                                                                                 | Reti                                                                            | 0                                                                               |                                                                                 |

## Palmarès

### Club

#### Competizioni nazionali
- Coppa d'Albania: 2

Tirana: 2010-2011, 2016-2017
- Campionato albanese: 2

Skënderbeu: 2011-2012, 2012-2013
- Supercoppa d'Albania: 1

Tirana: 2017